# Luca Montuori
Luca Montuori (Avellino, 18 febbraio 1859 – Genova, 8 marzo 1952) è stato un generale, politico e senatore italiano, distintosi durante la guerra italo-turca prese successivamente parte alla prima guerra mondiale dove comandò in successione 10ª e la 4ª Divisione. Alla testa del XX Corpo d'armata prese parte alla battaglia del monte Ortigara prima di assumere il comando interinale della 2ª Armata alla vigilia della battaglia di Caporetto. Nel 1918 assunse il comando della 6ª Armata che diresse durante la battaglia del Solstizio, e in quella di Vittorio Veneto.

## Biografia
Nacque ad Avellino il 18 febbraio 1859, figlio di Nicola e Tommasina Soldutti. Dopo essere entrato all'Regia Accademia Militare di Artiglieria e Genio di Torino il 1º ottobre 1878 (a 19 anni) si brevettò sottotenente d'artiglieria due anni dopo. Nel 1889 frequentò la Scuola di guerra, passando successivamente in forza al Corpo di Stato maggiore per completare la formazione come ufficiale di fanteria. 
Divenuto maggiore nel 1898, al comando del 2º Battaglione del 57º Reggimento fanteria "Abruzzi", partecipò alla repressione dei moti di Milano sotto il comando del generale Fiorenzo Bava Beccaris. Per tale azione fu decorato con una Medaglia d'argento al valor militare. Nel dicembre del 1901 fu promosso tenente colonnello, assegnato inizialmente all'Istituto Geografico Militare di Firenze in seguito divenne insegnante di logistica presso la Scuola di guerra. All'inizio del 1907 diventò Addetto militare presso l'Ambasciata d'Italia a Berlino, e il 3 febbraio dello stesso anno fu promosso al grado di colonnello. Rientrato in Patria ritornò al Corpo di Stato maggiore, assumendo nel 1910 il comando del 50º Reggimento fanteria "Parma". Nel 1911, con lo scoppio della guerra italo-turca il suo reparto partì per la Tripolitania (Libia).
Nel giugno 1912 fu promosso maggior generale, e al comandò della Brigata mista partecipò alla battaglia di Zanzur (8 giugno 1912), distinguendosi particolarmente tanto da essere insignito della Croce di Cavaliere dell'Ordine militare di Savoia. Nel corso del 1913 prese parte alla battaglia di Assaba, e alla successiva avanzata su Nalut. Rientrato in Italia nel 1914 divenne dapprima comandante della Brigata Pisa, poi della III Brigata alpina, e infine, all'inizio del 1915, della Scuola di guerra.

### La prima guerra mondiale
Il 24 maggio dello stesso anno il Regno d'Italia entrò in guerra, ed egli andò al fronte come comandante della Brigata Parma, incarico che mantenne sino al 3 giugno. In quei primi giorni del mese fu promosso al grado di tenente generale, assumendo il comando della 10ª Divisione impegnata in Cadore, nel settore Padola-Visdende. Il 1º dicembre assunse il comando della 4ª Divisione impegnata nella sanguinosa conquista del Monte Sabotino. Il 23 maggio 1916 passò al comando del XX Corpo d'armata, disloccato nel settore dell'Altipiano dei Sette Comuni, rimanendovi fino all'agosto 1917. Durante questi mesi partecipò, tra l'altro, alla battaglia di Monte Piana e alla battaglia del monte Ortigara, venendo decorato con una seconda Medaglia d'argento al valor militare e il titolo di Commendatore dell'Ordine Militare di Savoia.
Il 23 agosto 1917 assunse il comando del II Corpo d'armata impegnato sul Carso, venendo leggermente ferito sulla Bainsizza, e prendendo successivamente parte alla nona battaglia dell'Isonzo. Il 12 ottobre assunse il comando interinale della 2ª Armata, in sostituzione del generale Luigi Capello che si era ammalato ed era stato costretto al ricovero ospedaliero. Nonostante la malattia il generale Capello continuò ad esercitare un'azione di comando quasi indipendente dalla sua; il disaccordo tra i due fu una delle cause della successiva disfatta di Caporetto. La cieca obbedienza agli ordini emessi dal generale Cadorna nelle fasi cruciali dell'offensiva austro-tedesca portò la sua unità a subire perdite gravissime sia sotto il profilo numerico che in quello morale. La mancata denuncia delle responsabilità del generale Pietro Badoglio, comandante del XXVII Corpo d'armata gli valse l'appoggio del nuovo comandante supremo, il generale Armando Diaz, che gli assegnò il comando della 6ª Armata posizionata sull'Altopiano dei Sette Comuni. Nel corso del 1918 si distinse particolarmente durante la battaglia del Solstizio, e nel mese di ottobre, in quella di Vittorio Veneto.

### Gli ultimi anni di carriera
Terminata la prima guerra mondiale fu membro del Consiglio dell'Esercito  dal 21 gennaio 1923 e divenne  generale d'armata due giorni dopo, continuando la scia di successi il 20 maggio 1928 quando arrivò la nomina a Senatore del Regno d'Italia, prestando giuramento in tal senso il 4 giugno dello stesso anno. Quando l'Italia, in seguito all'armistizio dell'8 settembre 1943, si arrese agli anglo-americani, aderì alla Repubblica Sociale Italiana, il governo che Mussolini aveva creato nell'Italia del nord.
Proprio per questo motivo, il crollo definitivo del fascismo coincise con la fine della sua carriera politica: venne infatti dichiarato decaduto dall'Alta Corte di Giustizia per le Sanzioni contro il Fascismo il 31 luglio 1945, e il suo ricorso in appello fu rigettato il 22 luglio 1948. Morì a Genova l'8 marzo 1952.

### Annotazioni
1. ↑  Fu insignito di tale onorificenza il 16 marzo 1913.
2. ↑  Per questa azione il 23 dicembre 1913 fu elevato al rango di Ufficiale dell'Ordine militare di Savoia.
3. ↑  Il 1º giugno 1917 emise le direttive d'attacco che, fra gli altri obiettivi, indicava espressamente l'Ortigara obiettivo principale. Occupato detto monte e il retrostante Passo di Val Caldiera, volgere verso sud – ovest lungo il margine settentrionale dell'Altopiano, proseguendo sino alla occupazione del Costone di Portuole.
4. ↑  Il mancato impiego dell'artiglieria divisionale e di corpo d'armata consentì alle forze nemiche di avanzare senza incontrare ostacoli degli di rilievo, e quando i cannoni iniziarono a sparare avevano la fanteria austro-tedesca nelle immediate vicinanze delle postazioni, finendo catturati.

### Fonti
1. 1 2 3 4 5 6  Bianchi 2012, p. 148.
2. ↑  Piero Pieri e Giorgio Rochat, Pietro Badoglio, Maresciallo d'Italia, A. Mondadori, Milano, 2002
3. 1 2  Thompson 2010, p. 184.
4. 1 2 3 4 5 6  Bianchi 2012, p. 149.
5. ↑  Relatore della proposta fu Carlo Petitti di Roreto.
6. 1 2 3 4  Sito web del Quirinale: dettaglio decorato.